# Croix de Justin II
La Croix de Justin II, aussi appelée Crux Vaticana ou Croix vaticane est une croix processionnelle qui date du VIe siècle et qui est conservée au sein du trésor de la Basilique Saint-Pierre de Rome, au Vatican. Elle est l'un des plus vieux reliquaires de la Vraie Croix encore existant, voire le plus ancien. En tant qu'objet d'art, elle s'inscrit dans la catégorie des Crux gemmata. Elle est faite d'argent et sertie de bijoux et de pierres précieuses. Elle est donnée à la ville de Rome par l'empereur byzantin Justin II et sa femme Sophie.

## Description

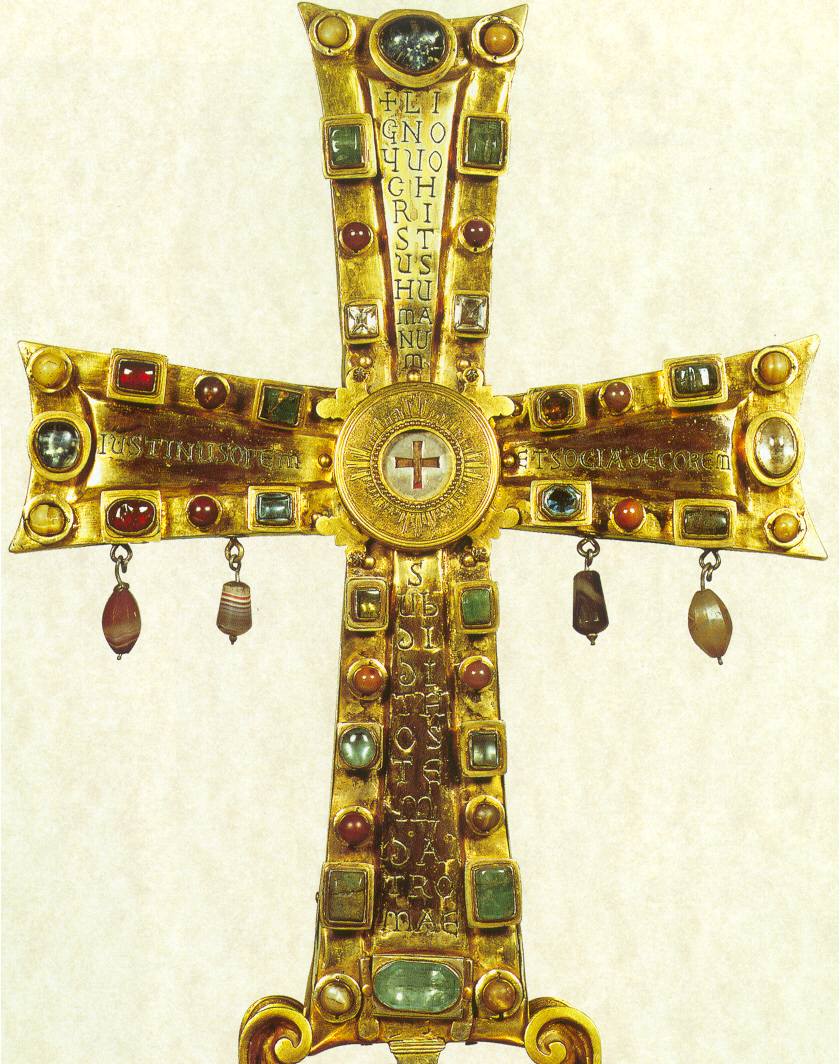
La Croix de Justin II, conservée au Vatican et offerte par l'empereur à Rome. L'inscription en latin peut se lire ainsi : Du bois avec lequel le Christ a vaincu l’ennemi du genre humain, Justin et son épouse donnent à Rome cet ornement. L'identification à Justin II et non à Justin Ier ne fait plus débat parmi les historiens, tandis que les médaillons représentant le Christ et l'empereur sont situés sur l'autre face de la croix.

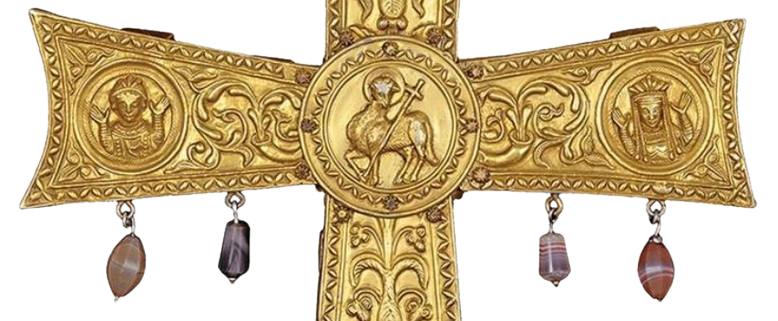
Détail de la croix de Justin II, représentant les deux médaillons latéraux avec les portraits de l'empereur et de l'impératrice. Le médaillon central représente l'Agneau pascal.

La croix comporte une inscription en latin : « ligno quo Christus humanum subdidit hostem dat Romae Iustinus opem et socia decorem » qui peut se traduire par « Du bois [la Croix] avec lequel le Christ a vaincu l’ennemi du genre humain, Justin et son épouse donnent à Rome cet ornement ». La face avant de la croix ne comporte aucune image figurative et, en son centre, un médaillon contient la relique. Les fragments de la Vraie Croix sont disposés eux-mêmes sous la forme d'une croix. Les bords des branches de la croix comportent des bijoux incrustés et, sur les deux branches latérales, quatre bijoux sont suspendus en pendentifs. L'autre face de la croix est décorée en argent repoussé. A cette époque, l'Eglise favorise de plus en plus les images humaines du Christ. Le médaillon central représente l'Agneau pascal, souvent utilisé en lieu et place du Christ en croix. Au-dessus et en-dessous, ce sont deux médaillons du Christ qui sont figurés, même si celui en bas représente peut-être Saint Jean-Baptiste. Sur le médaillon supérieur, le Christ tient un livre, en écho aux évangiles. Cette représentation du Christ est en passe de devenir un standard, le Christ pantocrator. Sur le médaillon inférieur, le Christ ou Saint Jean-Baptiste sont en position de bénédiction. Aux extrémités des deux branches latérales, ce sont l'empereur et l'impératrice dont les portraits figurent dans les médaillons, à la place des images traditionnelles de la Vierge Marie et de Saint Jean-Baptiste. Enfin, des motifs foliés comblent l'espace entre ces extrémités et le médaillon central.
La date de l'envoi de cette croix a fait débat et des historiens ont parfois hésité entre la référence à Justin II ou à Justin Ier, son prédécesseur de quelques décennies. Toutefois, l'identification à Justin II est désormais communément admise. Elle s'inscrit dans un usage des reliques par l'empereur comme moyen d'affirmation de son pouvoir et de son influence. Ainsi, dans le même temps, il envoie un autre fragment de la Vraie Croix à la reine Radegonde de Poitiers, un fait commémoré par le poète Venance Fortunat. A cette époque, c'est le pape Jean III qui officie à Rome et est donc vraisemblablement le destinataire de ce cadeau. La Croix de Justin II a fait l'objet d'une restauration en 2009-2010.

## Sources
André Grabar, L'Iconoclasme byzantin, Flammarion, coll. « Champs Art », 2011 (ISBN 9782081256729)